# Petra Zdechovanová
Petra Zdechovanová (* 2. November 1995 in Veľká Lomnica, Okres Kežmarok) ist eine slowakische Fußballspielerin.

## Karriere

### Verein
Zdechovanová startete ihre Karriere mit dem FTC Fiľakovo. Am 12. August 2011 verließ sie Fiľakovo und wechselte in die Seniorenmannschaft des ŠKF Žirafa Žilina, wo sie einen Fünfjahresvertrag unterschrieb. Im Juli 2015 verließ sie ein Jahr vor Vertragsende die Slowakei und wechselte nach Polen zu KKS Czarni Sosnowiec.

### Nationalmannschaft
Zdechovanová ist A-Nationalspielerin der slowakischen Fußballnationalmannschaft und spielte ihr A-Länderspieldebüt am 26. Oktober 2013 gegen die Kroatien. Zuvor spielte sie sechs Länderspiele für die U-19 der Slowakei.

## Persönliches
Zdechovanová besuchte das Športové gymnázium Žilina und machte dort 2013 ihren Abschluss.